# بودجه ایران
بودجهٔ کل ایران برنامهٔ مالی دولت این کشور است و برای یک سال مالی توسط سازمان برنامه و بودجه تدوین می‌شود. لایحهٔ بودجه پس از تصویب در هیئت وزیران به مجلس ارائه و پس از تصویب و تأیید شورای نگهبان از مجلس به رئیس‌جمهور ابلاغ می‌شود. طبق قانون محاسبات عمومی «این بودجه حاوی پیش‌بینی درآمدها و سایر منابع تأمین اعتبار و برآورد هزینه‌ها برای انجام عملیاتی که منجر به نیل سیاست‌ها و هدف‌های قانونی می‌شود» است. این بودجه سه قسمت دارد:
۱. بودجهٔ عمومی دولت شامل دو جزء:
- پیش‌بینی دریافت‌ها و منابع تأمین اعتبار که به‌طور مستقیم یا غیرمستقیم در سال مالی قانون بودجه به‌وسیلهٔ دستگاه‌ها از طریق حساب‌های خزانه‌داری کل اخذ می‌گردد.
- پیش‌بینی پرداخت‌هایی که از محل درآمدهای عمومی یا اختصاصی برای اعتبارات جاری و عمرانی و اختصاصی دستگاه‌های اجرایی می‌تواند در سال مالی مربوط انجام دهد.

۲. بودجهٔ شرکت‌های دولتی و بانک‌ها.
۳. بودجهٔ مؤسساتی که تحت عنوانی غیر از عناوین فوق در بودجهٔ کل کشور منظور می‌شود.
رقم بودجهٔ عمومی در سال ۱۳۹۴، ۴۰۰۰ هزار میلیارد تومان بوده‌است.
بودجهٔ ایران در سال ۱۳۹۸ از راه‌های مالیات‌ها (انواع مالیات‌ها) و نفت و استقراض اوراق مالی تشکیل شده‌است که جمع آن‌ها ۴۰۷۰ هزار میلیارد تومان است.
بودجهٔ ایران در دوران جمهوری اسلامی به شدت وابسته به نفت در حدود ۳۵٪ است. به همین دلیل به راحتی با اعمال تحریم از جانب ایالات متحده علیه صنعت نفت و صادرات آن در ایران به شدت کسری بودجه پدیدار می‌شود.

## لوایح مرتبط
به دلیل وجود سازمان های موازی برای هماهنگی اطلاعات نهادهای عمومی در قانون بودجه برنامه پنحساله ششم توسعه اقتصادی، اجتماعی و فرهنگی جمهوري اسلامی ایران (1400- 1396( قانون طرح ساماندهی سیاست های حمایتی سال 99 مصوب سال 98 توسط مجلس وصول شد.

## بودجه‌ها
- بودجه ۱۴۰۱ ایران

## همچین ببینید
- ارز ۴۲۰۰ تومانی
- فهرست کشورها بر پایه تولید ناخالص داخلی (برابری قدرت خرید)